# Station Écouviez
Station Écouviez (Frans: Gare d'Écouviez) was een spoorwegstation in de Franse gemeente Écouviez. Het station was gelegen aan de Belgische spoorlijn 155 (Y Marbehan - Écouviez) en de Franse spoorlijn naar Montmédy